# Samochód rozpoznania skażeń UAZ-469rs
Samochód rozpoznania skażeń UAZ-469rs – specjalistyczny pojazd wojsk chemicznych będący na wyposażeniu pododdziałów rozpoznania skażeń, wykorzystywany między innymi w Wojsku Polskim.

## Charakterystyka pojazdu
W drugiej połowie lat 70. XX w. specjaliści z Wojskowego Instytutu Chemii i Radiometrii zakończyli prace nad projektem dotyczącym dostosowania samochodu UAZ-469 do standardów rozpoznania chemicznego. Projekt zakładał zastąpienie wyeksploatowanego już samochodu do rozpoznania skażeń GAZ-69rs samochodem nowej generacji.
Załoga samochodu do rozpoznania skażeń UAZ-469rs liczy 3 żołnierzy.
Wyposażenie UAZ-469rs gwarantuje:
- pomiar mocy dawki promieniowania w terenie,
- kontrolę stopnia skażenia promieniotwórczego ludzi, uzbrojenia i sprzętu bojowego,
- wykrycie środków trujących w powietrzu, na powierzchni ziemi, uzbrojeniu, sprzęcie bojowym i innych obiektach,
- określanie parametrów wybuchów jądrowych,
- oznakowanie rejonów skażonych,
- pobieranie próbek skażonej ziemi, wody i innych materiałów,
- przekazywanie meldunków o wynikach rozpoznania,
- podawanie sygnałów alarmowych,
- prowadzenie obserwacji meteorologicznych.

## Wyposażenie UAZ-469rs
W skład wyposażenia specjalnego wchodzą:
- przyrządy do rozpoznania skażeń oraz prowadzenia obserwacji wybuchów jądrowych i obserwacji meteorologicznych:
  - automatyczny sygnalizator skażeń GSA-12,
  - dwa rentgenoradiometry DP-75,
  - rentgenometr sygnalizacyjny DPS-68M1,
  - przyrząd rozpoznania chemicznego PPCh-54M,
  - półautomatyczny przyrząd rozpoznania chemicznego PPChR,
  - przyrząd do obserwacji wybuchów jądrowych POW-1,
  - zestaw do pobierania próbek skażonych materiałów,
  - komplet meteorologiczny Tretiakowa,
- radiostacja R-123 z układem zasilania,
- urządzenia do wystrzeliwania znaków ostrzegawczych,
- urządzenia do wystrzeliwania naboi sygnałowych NSCh-40M,
- indywidualne środki ochrony przed skażeniami,
- sprzęt i środki do likwidacji skażeń: 
  - indywidualny zestaw samochodowy IZS,
  - pakiety do sporządzania roztworów,
- zabudowa specjalna:
  - stojak;
  - skrzynia pod siedzeniem,
  - podstawy,
  - uchwyty i gniazda,
  - instalacja elektryczna.

W samochodzie przewozi się pironaboje do wystrzeliwania znaków ostrzegawczych, ręczne granaty dymne RGD-2 i naboje sygnałowe NSCh-40M.